# سيمون جيشكي
سيمون جيشكي (بالألمانية: Simon Geschke)‏ (و. 1986  م) هو راكب دراجة هوائية ألماني، ولد في برلين، شارك في طواف إسبانيا، وطواف فرنسا 2018، وسباق طواف فرنسا 2009، وسباق طواف فرنسا 2015، وطواف فرنسا 2016، وسباق طواف فرنسا 2017، وطواف إيطاليا 2014، وركوب الدراجات في الألعاب الأولمبية الصيفية 2016، وطواف فرنسا، وسباق طواف فرنسا 2013، وطواف فرنسا 2019.

## سجل الفوز

### سباقات أو مراحل فاز بها
| التاريخ        | السباق                                   | المركز                                         |
| -------------- | ---------------------------------------- | ---------------------------------------------- |
| 14 مارس 2010   | باريس-نيس 2010                           | التاسع في تصنيف أفضل شاب                       |
| 03 أبريل 2010  | فولتا ليمبورغ الكلاسيكي 2010             | الرابع في التصنيف العام                        |
| 24 أكتوبر 2010 | Tour de Seoul 2010                       |                                                |
| 01 يناير 2011  | طواف لايغويليا 2011                      | العاشر في تصنيف الجبال، الرابع في تصنيف النقاط |
| 02 أبريل 2011  | فولتا ليمبورغ الكلاسيكي 2011             | الرابع في التصنيف العام                        |
| 11 مارس 2012   | باريس-نيس 2012                           | العاشر في تصنيف الجبال                         |
| 17 مارس 2012   | ميلان-سان ريمو 2012                      | المرتبة 13 في التصنيف العام                    |
| 31 مارس 2012   | فولتا ليمبورغ الكلاسيكي 2012             | الثاني في التصنيف العام                        |
| 13 سبتمبر 2013 | جائزة كيبيك الكبرى للدراجات 2013         | التاسع في التصنيف العام                        |
| 08 مارس 2014   | ستراد بينك 2014                          | العاشر في التصنيف العام                        |
| 18 مارس 2014   | تيرينو ادرياتيكو 2014                    | العاشر في تصنيف الجبال، السابع في تصنيف النقاط |
| 12 يونيو 2014  | غروسر برايس ديس كانتونس أرجو 2014        |                                                |
| 01 يناير 2015  | طواف أندلوسيا 2015                       |                                                |
| 09 أغسطس 2019  | طواف بولندا 2019                         | الأول في تصنيف الجبال                          |
| 26 يونيو 2022  | سباق الطريق للرجال في بطولة ألمانيا 2022 |                                                |

## روابط خارجية
- سيمون جيشكي على موقع الاتحاد الدولي للدراجات (الإنجليزية)
- سيمون جيشكي على موقع أرشيف الدراجات (الإنجليزية)
- سيمون جيشكي على موقع إحصائيات الدراجات الإحترافية (الإنجليزية)
- سيمون جيشكي على موقع نسبة الدراجات (الإنجليزية)
- سيمون جيشكي على موقع CycleBase (الإنجليزية)
- سيمون جيشكي على موقع أوليمبيديا (الإنجليزية)
- سيمون جيشكي على موقع اللجنة الأولمبية الألمانية (الألمانية)